# Sunburst Peaks
Sunburst Peaks är bergstoppar i Kanada.   De ligger i provinsen British Columbia, i den centrala delen av landet, 3 000 km väster om huvudstaden Ottawa. Sunburst Peaks ligger vid sjön Cerulean Lake.
Trakten runt Sunburst Peaks består i huvudsak av gräsmarker. Trakten runt Sunburst Peaks är nära nog obefolkad, med mindre än två invånare per kvadratkilometer.